# Владимирський централ (пісня)
Владимирский централ (укр. Владимирський централ) — одна з найвідоміших ліричних пісень автора і виконавця Михаїла Круга у стилі «блатняк» (так званий «російський шансон»). Вперше вийшла в альбомі «Мадам» 1998 року.

## Зміст
У пісні робиться спроба відобразити переживання людини, що знаходиться в місцях позбавлення волі, не зустрічає першу весну в неволі. Ліричний герой переосмислює прожиті роки, згадуючи свою молодість і першу любов. Лейтмотив пісні — знаменита в'язниця «Владимирський централ», що ламає долі людей.

## Версія про «Сашу Сєвєрного»
Початковий варіант приспіву: «Владимирский централ, Саша Северный, этапом из Твери…» і сама пісня була написана на честь одного з друзів Михаїла Круга — відомого тверського кримінального авторитета, злодія в законі Олександра Сєвєрова, відомого по кличках «Саша Сєвєрний» і «Сєвєр». Сєверов попросив Круга не використовувати у пісні словосполучення «Саша Северный». Ці слова були замінені на «ветер северный».
Саша Сєвєрний є справжнім автором першого хіта Круга — пісні «Осенний дождь» з альбому «Жиган-лимон». Злодій у законі попросив виконавця не згадувати його імені, у результаті автором віршів записаний сам шансоньє. У деяких джерелах вказується, що текст пісні «Владимирський централ» теж написав сам Саша Сєвєрний.
У книзі «Життя і смерть Михаїла Круга» Євгенія Новікова і Галини Жирнової викладається: у 1995 році Круг приїхав у «Владимирський централ» до свого приятеля Сєверова на побачення. Після цієї зустрічі й була написана пісня.
На похороні Михаїла Круга в 2002 році серед інших вінків був вінок «От Северова Александра».

## Реакція на пісню
Пісня набула широкої популярності у різних колах російського суспільства, хоча і викликає неоднозначну реакцію, оскільки романтизує блатний світ.
У 2005 році режисером Олександром Подольським знятий фільм «Владимирський централ».

### Кавери і відсилання до пісні
- Кавер-версії пісні виконували багато відомих виконавців — від Сергія Лазарєва[7] до рок-групи «Кукрыниксы»[8].
- У Noize MC є пісня «Не грози Владимирскому централу… [Архівовано 24 лютого 2017 у Wayback Machine.]», яка, крім «Централу», відсилає також до пісень Віктора Цоя і Емінема.
- Орест Лютий — «Лук'янівський СІЗО [Архівовано 26 березня 2017 у Wayback Machine.]».
- Скрябін — «Маршрутка [Архівовано 18 березня 2017 у Wayback Machine.]»

### Переклади тексту пісні на інші мови
Існують переклади пісні на інші мови. На іврит текст перекладений Шаулем Рєзніком. Автором білоруського перекладу є письменник Сергій Балахонов.

## Видання пісні на альбомах

### Номерні альбоми
- Мадам (1998)

### Збірники
- Легенды русского шансона. Том 1 (1999)
- Владимирский централ (1999)
- После третьей ходки (2001)
- Пацаны (2001)
- Я прошел Сибирь (2002)

Поширені також концертні записи.

## Учасники запису
- Чоловічий Вокал: Михаїл Круг, Тимур Щекатурин (Гордєєв)
- Струнні: Валерій Гареєв (у студії), (на концертах — Микола Чехов)